# برفين ألتان
بيرفين ألتان (من مواليد 24 نوفمبر 2003) هو لاعب كرة هدف تركي يعاني من إعاقة بصرية. كانت عضوًا في المنتخب الوطني في بطولة كرة الهدف الأوروبية IBSA 2021.